# Татарские Кунаши
Тата́рские Куна́ши (чув. Тутарла Кӑнаш) — деревня в Цивильском районе Чувашской Республики. Входит в состав Михайловского сельского поселения.

## География
Находится в северной части Чувашии на расстоянии приблизительно 8 км на юго-запад по прямой от районного центра города Цивильск.

## История
Известна с 1719 года как деревня Кунашева с 13 дворами и 72 жителями мужского пола. В 1747 году было учтено 88 мужчин, в 1795 — 17 дворов, 120 жителей, в 1858 году 154 жителя, в 1897—216, в 1926 — 65 дворов, 305 жителей, в 1939—321 житель, в 1979—272. В 2002 году было 64 двора, в 2010 — 47 домохозяйств. В период коллективизации образован был колхоз «21 января», в 2010 году работало ФГУП «Колос». В первой половине XIX века в состав деревни вошел выселок Тотарлы из деревни Тиушева (ныне деревня Большие Тиуши).

## Население
Постоянное население составляло 147 человек (чуваши 99 %) в 2002 году, 106 в 2010.